# Katerina Fotinaki
Katerina Fotinaki (en grec moderne : Κατερίνα Φωτεινάκη), née à Athènes, est une auteure-compositrice-interprète grecque (guitariste et chanteuse).

## Biographie
Katerina Fotinaki est diplômée en lettres classiques à l'université nationale et capodistrienne d'Athènes et parallèlement en art vocal auprès du baryton Spyros Sakkas dans son Atelier de l'Art vocal à Athènes.
Elle est basée à Paris depuis 2006, lorsqu’Angélique Ionatos la sollicite pour l'accompagner dans une reprise de son spectacle Sappho de Mytilène ; depuis elles ont réalisé ensemble plusieurs spectacles musicaux, en duo ou avec des ensembles plus larges, et gravé deux disques.
En 2011 elle emporte le premier prix au concours national de composition de chanson organisé par la fondation Onassis, avec sa chanson « To oneiro » (Le rêve), sur un poème de Dionyssios Solomos. De cette récompense est né le projet de son premier disque personnel, Tzitzikia (« Les Cigales »), salué par la critique française.
En France, elle complète sa formation auprès notamment du compositeur Bernard Cavanna au conservatoire de Gennevilliers, et obtient un Master de Musicologie en parcours Théories et pratiques de la musique à l'université Paris 8.
En 2014-2015 elle est invitée par Spyros Sakkas comme enseignante dans la formation professionnelle de chant et de diction qu’il crée, à l’attention des comédiens, au sein de l'École d'art dramatique du Théâtre national de Grèce du Nord, à Thessalonique (« Département de recherche et d'étude de la voix »),.
Elle intervient également aux séminaires et ateliers du « Village musical », en Grèce, et assure des master-classes également en France (par exemple dans le cadre du festival Les Suds d'Arles.
Par ailleurs, elle compose et joue la musique pour le théâtre (Zorba en 2018-2019, Là-bas de l'autre côté de l'eau en 2020, 2021-2022), pour des documentaires et pour un docu-fiction consacré à Alexandre et Dimitri Ypsilántis, promoteurs de la lutte pour l'indépendance grecque, produit par la chaine de télévision grecque Mega channel en 2021.
En 2021 elle sort Mixology, son deuxième disque solo, réalisé pendant le confinement. A quelques exceptions près, elle y joue l'ensemble des instruments.
En 2022 Katerina Fotinaki est invitée par la metteuse en scène Elli Papakonstantinou pour composer et jouer sur scène des musiques pour son méta-opéra Eros, avec des membres du collectif ukrainien Nova opera. La préparation du spectacle est perturbée par la guerre en Ukraine, et la version adaptée aux circonstances est créé en mai et juin 2022, à Rotterdam et au Pirée. En 2023 elle créé un nouveau projet, Odyssée ou le tirage du Fou, performance musico-théâtrale multimédia : il a été présenté au Triton aux Lilas en version française avec Evi Filippou et Natalia Manta, avec le concours de la comédienne Aglaïa Pappas en voix-off, sur un livret de Pavlina Pamboudi, puis en version grecque au théâtre antique de Milos en août 2024, accompagnée sur scène par Andy Skordis, avec la voix d'Aglaïa Pappas et les projections en live du vidéaste Pantelis Makkas. Cette production a été soutenue par le festival "Toute la Grèce une culture" du Ministère de la culture grec.
De formation philologique classique, frottée à la poésie de l’antiquité, à la rythmique et à la métrique, son travail compositionnel est marqué par un développement rythmique original expérimenté sur des formes poétiques plutôt classiques (sonnets, poésie rimée, etc.). Son parlé-chanté se bâtit sur un « contrepoint rythmique » relayé par ses supports instrumentaux. Ses arrangements et ses performances sont quant à eux marqués par une exploration des ressources du matériau sonore à travers différentes techniques de jeu sur ses ensembles instrumentaux, réalisés notamment avec sa propre guitare (variation importante de l’accordage et des modes de jeu, percussion, utilisation de l’EBow, capodastre multiple, pédales de loop, etc.).

## Récompenses et distinctions
- Premier prix de composition - Orchestre des Couleurs (Athènes) - concours de composition de musique pour jeune public.
- Premier prix de composition de chanson, Concours national grec - Fondation Onassis (Athènes), en 2012[15].
- Ta Tzitzikia, son premier disque personnel, a été choisi parmi les cinq disques de l'année pour 2014 par le journal Le Monde, dans une catégorie « musiques du monde »[16].

## Discographie
- 2008 : Comme un jardin la nuit (CD-DVD), en duo avec Angélique Ionatos, Accords Croisés-Harmonia Mundi [ffff de Télérama]
- 2014 : Tzitzikia [Les Cigales] (CD), Accords Croisés-Harmonia Mundi [fff de Télérama]
- 2021 : Mixology (CD), Klarthe (avec un avant-propos de Noëlle Châtelet) [fff de Télérama]